# أنطونيو لونا
أنطونيو مانويل لونا رودريغيز (بالإسبانية: Antonio Manuel Luna Rodríguez)‏ وهو لاعب كرة قدم إسباني في مركز الظهير الأيسر ولد في يوم 17 مارس 1990 في بلدة سون سيرفيرا في مايوركا في إسبانيا وهو حالياً يلعب مع نادي هيلاس فيرونا في إيطاليا كمعار من أستون فيلا وسبق له اللعب مع ريال مايوركا ونادي ألمرية ونادي إشبيلية ولعب مع منتخب إسبانيا تحت 20 سنة.
في يونيو 2017 وقع عقد لمدة أربع سنوات مع نادي ليفانتي.
لقبه جماهيره باسم «توني مون» وهو ترجمة مباشرة لاسمه من الإسبانية إلى الإنجليزية. قال مدير الأعمال بول لامبرت بأنه لم يفهم الاسم أبدا.

## روابط خارجية
- أنطونيو لونا على موقع الاتحاد الدولي (مؤرشف)  (الإنجليزية)
- أنطونيو لونا على موقع قاعدة بيانات كرة القدم.إي يو (الإنجليزية)
- أنطونيو لونا على موقع Soccerbase.com (لاعب) (الإنجليزية)
- أنطونيو لونا على موقع Soccerway.com (الإنجليزية)
- أنطونيو لونا على موقع عالم كرة القدم.نت (الإنجليزية)
- أنطونيو لونا على موقع AS.com (الإسبانية)